# Path Finder
Path Finder (SNAX) é um navegador de arquivos da plataforma Mac desenvolvido pela Cocoatech.
Lançado pela primeira fez simultaneamente com o lançamento público do Mac OS, ele replica e integra a maioria das funcionalidades do Finder, mas introduz outras funções encontradas em outros navegadores como o Windows Explorer, Norton Commander e outros navegadores de arquivos desenvolvidos por uma miríade de plataformas.
Algumas das funções não se encontram no Finder, tais como um navegador com painel duplo, um local temporário para armazenar arquivos chamado "Drop Stack", terminal, compressão Stuffit, e ferramenta de criação de imagens. As funções do navegador podem ser estendidas através de uma arquitetura que suporta plugins.